# 三上ヘンリー大智
三上 ヘンリー 大智（みかみ ヘンリー だいち、1996年4月6日 - ）は、日本の男性総合格闘家、キックボクサー、俳優。青森県弘前市出身。EXFIGHT所属。

## 来歴
2019年6月2日、キックボクシングデビュー戦となったSHOOT BOXING 花やしき Extreme.1にて小澤和樹と対戦し、2Rに右ストレートによるKO勝ちを収めた。
2022年4月24日、総合格闘技デビュー戦となったPOUNDSTORMにて岩﨑大河と対戦し、2Rに0-2のテクニカル判定負けを喫した。
2024年9月7日、巌流島バーチャルサバイバル2でK-1 30周年記念無差別級トーナメント2023 準優勝者のクラウディオ・イストラテとキックボクシングルールで対戦し、パンチをほとんど被弾すること無く、ほぼ全ラウンドを取って3-0の判定勝ちを収めた。

## 人物
- 日本人の父とブラジル人の母を持つ。
- 血液型B型。

## 戦績

### プロ総合格闘技
| 総合格闘技 戦績 | 総合格闘技 戦績 | 総合格闘技 戦績 | 総合格闘技 戦績 | 総合格闘技 戦績 | 総合格闘技 戦績 | 総合格闘技 戦績 |
| --------------- | --------------- | --------------- | --------------- | --------------- | --------------- | --------------- |
| 6 試合          | (T)KO           | 一本            | 判定            | その他          | 引き分け        | 無効試合        |
| 4 勝            | 4               | 0               | 0               | 0               | 0               | 0               |
| 2 敗            | 0               | 0               | 2               | 0               | 0               | 0               |

| 勝敗 | 対戦相手                 | 試合結果                         | 大会名                                             | 開催年月日     |
| ×    | マチュー・リト・デュクロ | 5分5R終了 判定0-3                | Hexagone MMA 23 【Hexagone MMAミドル級王座決定戦】 | 2025年1月10日  |
| ○    | アン・ジェヨン           | 2R 2:48 TKO（パウンド）          | GLADIATOR CHALLENGER SERIES01「BANG vs KAWANA II」 | 2024年2月16日  |
| ○    | チョン・ホチョル         | 2R 4:42 TKO（パウンド）          | HEAT 52 × AFC 27                                   | 2023年8月19日  |
| ○    | 藤本新                   | 1R 2:03 TKO（パウンド）          | EXFIGHT06                                          | 2022年10月30日 |
| ○    | フェルナンド・マツキ     | 1R 0:19 KO（右ショートアッパー） | EXFIGHT05                                          | 2022年8月7日   |
| ×    | 岩﨑大河                 | 2R 3:49 テクニカル判定0-2        | POUNDSTORM                                         | 2022年4月24日  |

### プロキックボクシング
| キックボクシング 戦績 | キックボクシング 戦績 | キックボクシング 戦績 | キックボクシング 戦績 | キックボクシング 戦績 | キックボクシング 戦績 | キックボクシング 戦績 |
| --------------------- | --------------------- | --------------------- | --------------------- | --------------------- | --------------------- | --------------------- |
| 5 試合                | (T)KO                 | 判定                  | その他                | 引き分け              | 無効試合              |                       |
| 5 勝                  | 4                     | 1                     | 0                     | 0                     | 0                     |                       |
| 0 敗                  | 0                     | 0                     | 0                     | 0                     | 0                     |                       |

| 勝敗 | 対戦相手                 | 試合結果                          | 大会名                           | 開催年月日     |
| ○    | クラウディオ・イストラテ | 3R終了 判定3-0                    | 巌流島 Virtual Survival 2        | 2024年9月7日   |
| ○    | 渡辺颯                   | 1R 2:38 TKO（右膝蹴り）           | CHAMPIONS CARNIVAL 2020（第1部） | 2020年12月27日 |
| ○    | 石川利輝                 | 1R 1:32 KO（右フック）            | RISE 137                         | 2020年2月23日  |
| ○    | 内田ノボル               | 1R 1:03 KO（3ダウン：パンチ連打） | SHOOT BOXING 2019 act.4          | 2019年9月28日  |
| ○    | 小澤和樹                 | 2R 1:10 KO（右ストレート）        | SHOOT BOXING 花やしき Extreme.1  | 2019年6月2日   |

### カスタムルール
| 勝敗 | 対戦相手             | 試合結果                             | 大会名                                             | 開催年月日    |
| ○    | パトリック・ケンソン | 1R 3:00 TKO（左ストレート→パウンド） | KNOCK OUT 2023 vol.6 【KNOCK OUT-UNLIMITEDルール】 | 2023年12月9日 |

### アマチュア総合格闘技
| 勝敗 | 対戦相手         | 試合結果                         | 大会名       | 開催年月日     |
| ○    | MAX吉田          | 1R 1:43 TKO（右フック→パウンド） | 格闘DREAMERS | 2022年4月24日  |
| ×    | アンディ・コング | 1R 0:09 TKO（左フック→パウンド） | EXFIGHT03    | 2021年12月19日 |
| ○    | 古谷宗太郎       | 1R 2:03 TKO（右ストレート）      | EXFIGHT01    | 2021年8月29日  |

### アマチュアキックボクシング
- 16戦16勝0敗（14KO）

| 勝敗 | 対戦相手   | 試合結果 | 大会名 | 開催年月日     |
| ○    | 平田学     | 判定3-0  | 第7回 K-1アマチュア全日本大会〜アマチュア日本一決定オープントーナメント〜 【チャレンジAクラス トーナメント ＋75kg 決勝】   | 2018年12月2日  |
| ○    | 長谷川翔平 | KO       | 第7回 K-1アマチュア全日本大会〜アマチュア日本一決定オープントーナメント〜 【チャレンジAクラス トーナメント ＋75kg 準決勝】 | 2018年12月2日  |
| ○    | 真島達也   |          | 第19回 J-NETWORK アマチュア全日本選手権大会～秋の陣～                                                                      | 2017年11月26日 |
| ○    | 市川世紀   | 1R KO    | KAMINARIMON（カミナリモン）                                                                                                | 2017年10月1日  |
| ○    | 悴田信浩   | 1R KO    | KAMINARIMON（カミナリモン）                                                                                                | 2017年10月1日  |

### 剣道
- 関東学生新人戦大会 優勝
- 第64回全日本学生剣道大会 個人3位
- 全日本強化選手

## 獲得タイトル
- 第7回 K-1アマチュア全日本大会〜 チャレンジAクラス +75kg トーナメント優勝

## 出演

### 映画
- HiGH&LOW THE WORST X - ラオウ 役